# Wirtschaftsdramaturgie
Der Begriff Wirtschaftsdramaturgie bezeichnet den gezielten Einsatz von dramaturgischen Mitteln und Methoden im wirtschaftlichen Kontext von Unternehmen.

## Bedeutung
Wirtschaftsdramaturgie umfasst die zielgerichtete und geplante Inszenierung/Gestaltung von kommunikativen Handlungen, denen eine klar definierbare kommunikative Absicht zugrunde liegt. Innerhalb von Unternehmen oder großen Organisationen wird Wirtschaftsdramaturgie insbesondere dann zum Einsatz gebracht, wenn herkömmliche Formen der Kommunikation die zuvor definierte oder intendierte Folgeaktion/Reaktion nicht, oder nicht im gewünschten Ausmaß, hervorrufen. Anwendungsfälle, die sich besonders für den Einsatz von Wirtschaftsdramaturgie eignen, ergeben sich zumeist aus Situationen mit hohem Konfliktpotential, stark gegenläufigen Interessen und/oder sehr komplexen, schwer vermittelbaren Zusammenhängen. 
Durch die bewusste Gestaltung von Kommunikationsprozessen werden Mitarbeiter/Mitarbeiterinnen und Stakeholder/Stakeholderinnen in den Veränderungsprozess einbezogen und zu aktiven Teilnehmer/Teilnehmerinnen am Unternehmensgeschehen gemacht. Der Erfolg von wirtschaftsdramaturgischen Maßnahmen wird dabei stets an der erzielten Wirkung der jeweiligen kommunikativen Handlung gemessen.
ChatGPT, Feb. 2024 (Prompt: Was ist Wirtschaftsdramaturgie?):
Wirtschaftsdramaturgie bezieht sich auf die Inszenierung wirtschaftlicher Ereignisse oder Prozesse, um eine bestimmte Wirkung auf die Wirtschaft oder die Öffentlichkeit zu erzielen. Es geht oft darum, wie wirtschaftliche Geschichten erzählt und präsentiert werden, um bestimmte Reaktionen hervorzurufen oder um wirtschaftliche Handlungen zu beeinflussen.

## Geschichte
Der Begriff „Wirtschaftsdramaturgie“ wurde von Marc Miletich und Ip (Ippolit) Wischin (1963 – 2023) kreiert, im Zuge ihrer Beratungstätigkeiten in großen Unternehmen entwickelt und als geschützter Begriff eingetragen. Da beide Entwickler aus der Filmbranche kamen, spielte in den Anfängen (Nullerjahre) Film und TV eine große Rolle. Erste Projekte mit Dorffernsehen (in Engerwitzdorf, Oberösterreich) entstanden. Projekte im Bereich Corporate-TV (Business TV) rückten die Kommunikationsproblematik großer Unternehmen immer mehr in den Mittelpunkt der theoretisch-methodischen Überlegungen. 

## Methode(n)
Die Idee hinter der Wirtschaftsdramaturgie entstand aus der Notwendigkeit, in Situationen mit hohem Konfliktpotenzial, stark gegensätzlichen Interessen oder komplexen Zusammenhängen effektive Kommunikationsstrategien zu entwickeln. Die Wirtschaftsdramaturgie wendet ein Methodenset an, das auf ausgewählten Methoden der Medien- und Filmdramaturgie sowie der Wahrnehmungspsychologie und Kommunikationswissenschaften basiert. Im Laufe der Jahre hat sich die Methodik kontinuierlich weiterentwickelt und eine Vielfalt von Formaten für spezifische Anwendungsfälle kreiert.
Die Wirtschaftsdramaturgie sieht einen entscheidenden Hebel für die (Change-)Kommunikation, die Kommunikation im Change Management, in der Bearbeitung der beiden Bereiche Beziehung  und Beteiligung. Erst dann könne Sinn und Bedeutung kommuniziert werden. Die Wirtschaftsdramaturgie nennt das „das magische Dreieck der (Change-)Kommunikation“. 
Zur Methodik der Wirtschaftsdramaturgie gehört der Einsatz von Videos. Die sogenannten Bottom-up Videos und die O-Ton-Strecken sollen u. a. die üblicherweise nicht sichtbaren Kommunikationskanäle (alle Arten der informellen Informationskanäle, „Flurfunk“ etc.) sichtbar machen. Mit den dadurch sichtbar gemachten Inhalten könne weitergearbeitet werden. „Das Unsichtbare sichtbar machen“ helfe, wenn konventionelle Methoden an ihre Grenzen stoßen.

## Theoretische Grundlagen
Theoretisch bezieht sich die Wirtschaftsdramaturgie u. a. auf Heinz von Foerster, Paul Watzlawick und Alfred Hitchcock. Deren Überlegungen zu Kommunikation, zu emotionaler Beteiligung und medialer Kommunikationsvermittlung sind das Fundament, auf dem Marc Miletich und Ip Wischin das Methodenset der Wirtschaftsdramaturgie entwickelten.

## Anwendungsgebiete
Typische Anwendungsfelder der Wirtschaftsdramaturgie: In Change- und Transformationsprozessen von Unternehmen Konfliktpotentiale, divergierende Interessen oder Widerstände identifizieren, um sie zu visualisieren und kommunikativ zu bearbeiten. 
Als Schnittstelle zwischen Organisationsentwicklung und Unternehmenskommunikation trage die Wirtschaftsdramaturgie dazu bei, die unternehmensinterne Kommunikation zu verbessern und die Effektivität von Maßnahmen zur Veränderung und Entwicklung von Unternehmen zu steigern. 

## Kritik und Diskussion
Obwohl die Wirtschaftsdramaturgie als wirkungsvolles Instrument zur Gestaltung von Kommunikationsprozessen in Unternehmen betrachtet wird, gibt es auch Kritiker, die darauf hinweisen, dass der gezielte Einsatz von dramaturgischen Mitteln zu Manipulation und Irreführung führen kann. Abgeleitet von Paul Watzlawicks erstem Axiom „Man kann nicht nicht kommunizieren“ und erweitert um die Erkenntnis, dass jede gezielte Form der Kommunikation immer eine Appellebene (Schulz von Thun) enthält und einem Zweck dient (Skopostheorie, Translationswissenschaft) könnte man auch sagen, dass jede gezielte Kommunikation Manipulation enthält, manipulativ ist: „Man kann nicht nicht manipulieren“. 
Es ist daher vielmehr wichtig, dass die Anwendung der Wirtschaftsdramaturgie ethischen Grundsätzen folgt und transparent erfolgt, um das Vertrauen der Mitarbeiter/Mitarbeiterinnen und Stakeholder/Stakeholderinnen nicht zu gefährden.